# Servicefinder
Servicefinder Sverige AB är en svensk digital tjänst där privatpersoner kostnadsfritt kan jämföra offerter och omdömen från flera hantverkare. Varje år förmedlar Servicefinder över 40 000 uppdrag till hantverkare från privatpersoner och bostadsrättföreningar. 
Med det är Servicefinder det näst största tjänsteförmedlingsföretaget i Sverige, efter Offerta.se, som själva uppger att de förmedlade närmare 80 000 uppdrag under 2024.

## Historia
Servicefinder grundades 2006 av Jeffrey Singh, Vishal Nanda och Aleksandar Goga. Företaget är sedan 2016 helägt av norska Mittanbud Marketplaces AS som i tur är agd av Vend (tidligare Schibsted). Vend beslutat i 2024 att sälja Mittanbud Marketplaces (har inte sålts ännu, uppdaterad maj 2025).
Mittanbud Marketplaces AS äger också: 
- Mittanbud.no
- 3byggetilbud.dk
- Remppatori.fi

Servicefinder har vid ett flertal tillfällen omskrivits för sina säljmetoder gentemot småföretagare, som bland annat känt sig lurade att ingå långa avtal via telefon. De har även uppmärksammats för sina många rättstvister gentemot kunder i svenska domstolar.